# Nombre de Prandtl
Le nombre de Prandtl (Pr) est un nombre sans dimension, ainsi nommé en hommage au physicien allemand Ludwig Prandtl. C'est le rapport entre la diffusivité de la quantité de mouvement (viscosité cinématique) et celle de la chaleur (diffusivité thermique) :
{\displaystyle {Pr}={\frac {\nu }{\alpha }}={\frac {\mu \,c_{p}}{\lambda }}}.
avec :
- {\displaystyle \nu ={\tfrac {\mu }{\rho }}} la viscosité cinématique (m2 s−1),
- {\displaystyle \alpha ={\tfrac {\lambda }{\rho \,c_{p}}}} la diffusivité thermique (m2 s−1),

- {\displaystyle \mu } la viscosité dynamique (exprimée en kg m−1 s−1),
- {\displaystyle \rho } la masse volumique (en kg m−3),
- {\displaystyle \lambda } la conductivité thermique, (en W m−1 K−1),
- {\displaystyle c_{p}} la capacité thermique massique à pression constante (en J kg−1 K−1).

## Signification, intérêt
Le nombre de Prandtl compare la rapidité des phénomènes thermiques et des phénomènes hydrodynamiques dans un fluide. Un nombre de Prandtl élevé indique que le profil de température dans le fluide sera fortement influencé par le profil de vitesse. Un nombre de Prandtl faible (exemple : métaux liquides) indique que la conduction thermique est tellement rapide que le profil de vitesse a peu d'effet sur le profil de température.
Il est utile pour déterminer le nombre de Nusselt qui permet à son tour de calculer le coefficient de convection thermique.

## Exemples
Pour un gaz de particules sphériques indéformables en interaction dipolaire attractive, le nombre de Prandtl est indépendant de la température : {\displaystyle {Pr}={\tfrac {2}{3}}} (Cf. théorie cinétique des gaz). Cette relation est très bien vérifiée expérimentalement pour les gaz monoatomiques : hélium, néon, argon, krypton et xénon.
Pour les gaz et vapeurs à des pressions comprises entre 0,1 et 10 bar on a approximativement
{\displaystyle {Pr}={\frac {4\kappa }{9\kappa -5}}}
où {\displaystyle \kappa } est appelé exposant d'isentropie. 
| Matériau      | {\displaystyle Pr} |
| ------------- | ------------------ |
| Eau (à 20 °C) | 7,01               |
| Air (à 25 °C) | 0,707              |